# Елцах
Елцах (њем. Elzach) град је у њемачкој савезној држави Баден-Виртемберг. Једно је од 24 општинска средишта округа Емендинген. Према процјени из 2010. у граду је живјело 7.039 становника. Посједује регионалну шифру (AGS) 8316010.

## Географски и демографски подаци
Елцах се налази у савезној држави Баден-Виртемберг у округу Емендинген. Град се налази на надморској висини од 361 метра. Површина општине износи 75,3 km². У самом граду је, према процјени из 2010. године, живјело 7.039 становника. Просјечна густина становништва износи 94 становника/km².

## Међународна сарадња
| Мјесто | Држава    | Врста сарадње | Од    |
| ------ | --------- | ------------- | ----- |
|        | Турска    | партнерство   | 1995. |
|        | Француска | партнерство   | 1993. |
| Телфс  | Аустрија  | партнерство   | 1990. |
| Извор  |           |               |       |